# بلای چهارم

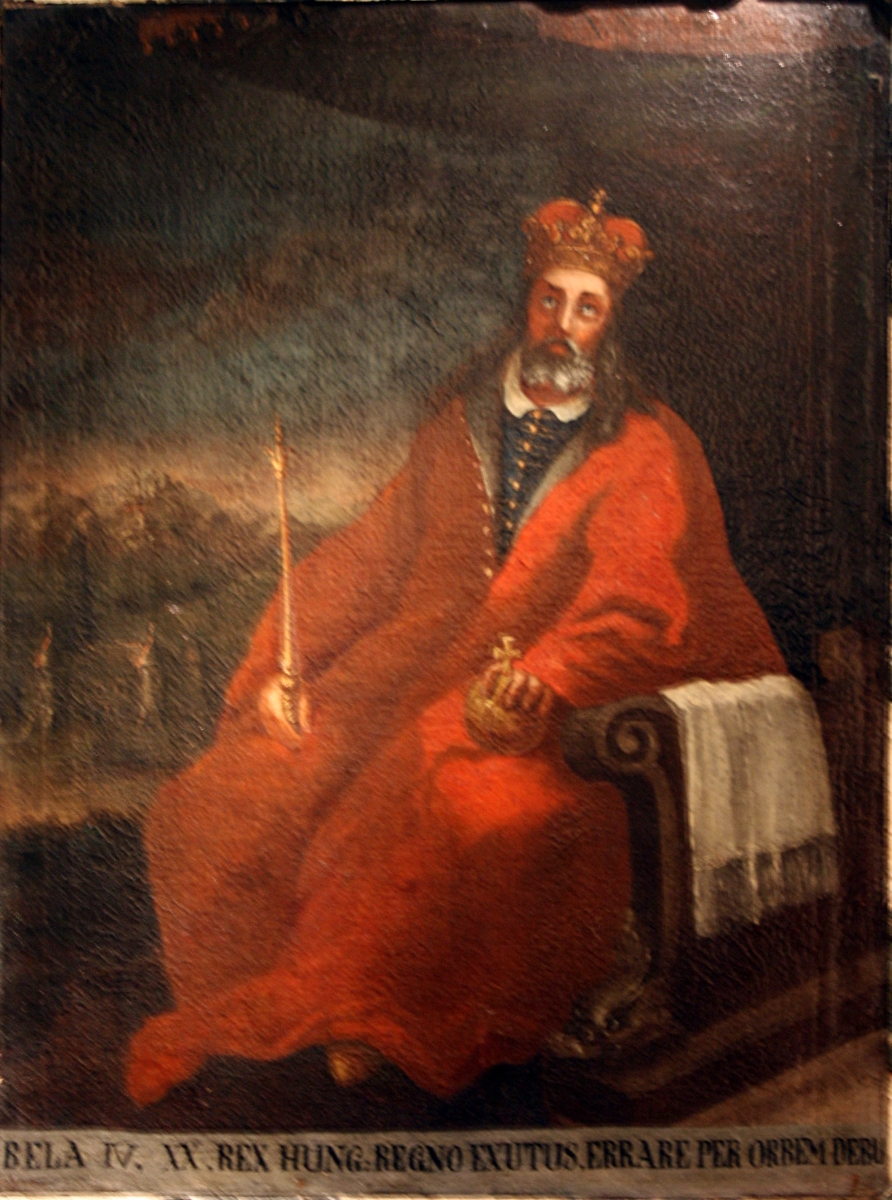
نگاره‌ای از بلای چهارم در موزهٔ زاگرب

بلای چهارم (به مجاری: IV. Béla) (زادهٔ ۲۹ نوامبر ۱۲۰۶ – مرگ ۳ مهٔ ۱۲۷۰) پادشاه مجارستان، کرواسی و دوک اشتایرمارک بود. 
بلای چهارم از پادشاهان نامی مجارستان است. وی پسر آندراش دوم بود. او با الگوبرداری از نیایش-بلای سوم- کوشید تا بر قدرت دستگاه پادشاهی بیفزاید. او پس از فاجعهٔ تازش مغول به اروپا در ۱۲۴۱ در بازسازی مجارستان کوشید، از این رو مجارها او را دومین بنیادگذار مجارستان می‌خوانند.

## تازش مغول‌ها
بلای چهارم در ۱۲۴۱ در نبرد موهی از مغول‌ها شکست‌خورد. او به زاگرب گریخت و از پاپ گرگوری نهم و فریدریش دوم، امپراتور مقدس روم یاری‌خواست. ولی از سوی دولت‌های غربی کمکی بدو نرسید. در این زمان مغول‌ها از تاراج سرزمین‌های غرب دانوب فارغ شدند و از دانوب یخ‌زده گذشتند. با نزدیک‌شدن اردوی مغول بلا از برابر ایشان گریخت. مغول‌ها از پی او به سوی کرواسی روانه‌شدند ولی وی را نیافتند. سرانجام پس از تاراج شهرهای مجارستان و کرواسی و آنگاه که دربرابر نیروهای کروات با مقاومت رودرو شدند، اردوی مغول عقب‌نشینی نمود. 